# Erdbeeren
Die Erdbeeren (Fragaria) sind eine Gattung in der Unterfamilie der Rosoideae innerhalb der Familie der Rosengewächse (Rosaceae). Zur Gattung Fragaria gehören ungefähr zwanzig Arten, meistens in den gemäßigten Zonen der Nordhalbkugel vorkommend, und verschiedene Unterarten; daneben gibt es viele hybride Formen mit zahlreichen Kultursorten.
Erdbeeren spielen mindestens seit der Steinzeit eine Rolle in der menschlichen Ernährung. Die europäischen Wald-Erdbeeren (Fragaria vesca) wurden während des Mittelalters auch flächig angebaut. Erst im 17. bzw. 18. Jahrhundert gelangten die beiden großfrüchtigen (und oktoploiden) amerikanischen Arten – die Scharlach-Erdbeere (Fragaria virginiana) und die Chile-Erdbeere (Fragaria chiloensis) – nach Europa. Aus deren Kreuzung entstand um 1750 in der Bretagne die Urform der Gartenerdbeere (Fragaria × ananassa), von der die meisten heute kultivierten Sorten abstammen.
Aus botanischer Sicht zählt die Scheinfrucht einer Erdbeere nicht zu den Beeren, sondern zu den Sammelfrüchten bzw. Sammelnussfrüchten oder nach anderer Auffassung zu den Sammelachänenfrüchten (Achenecetum).

## Beschreibung

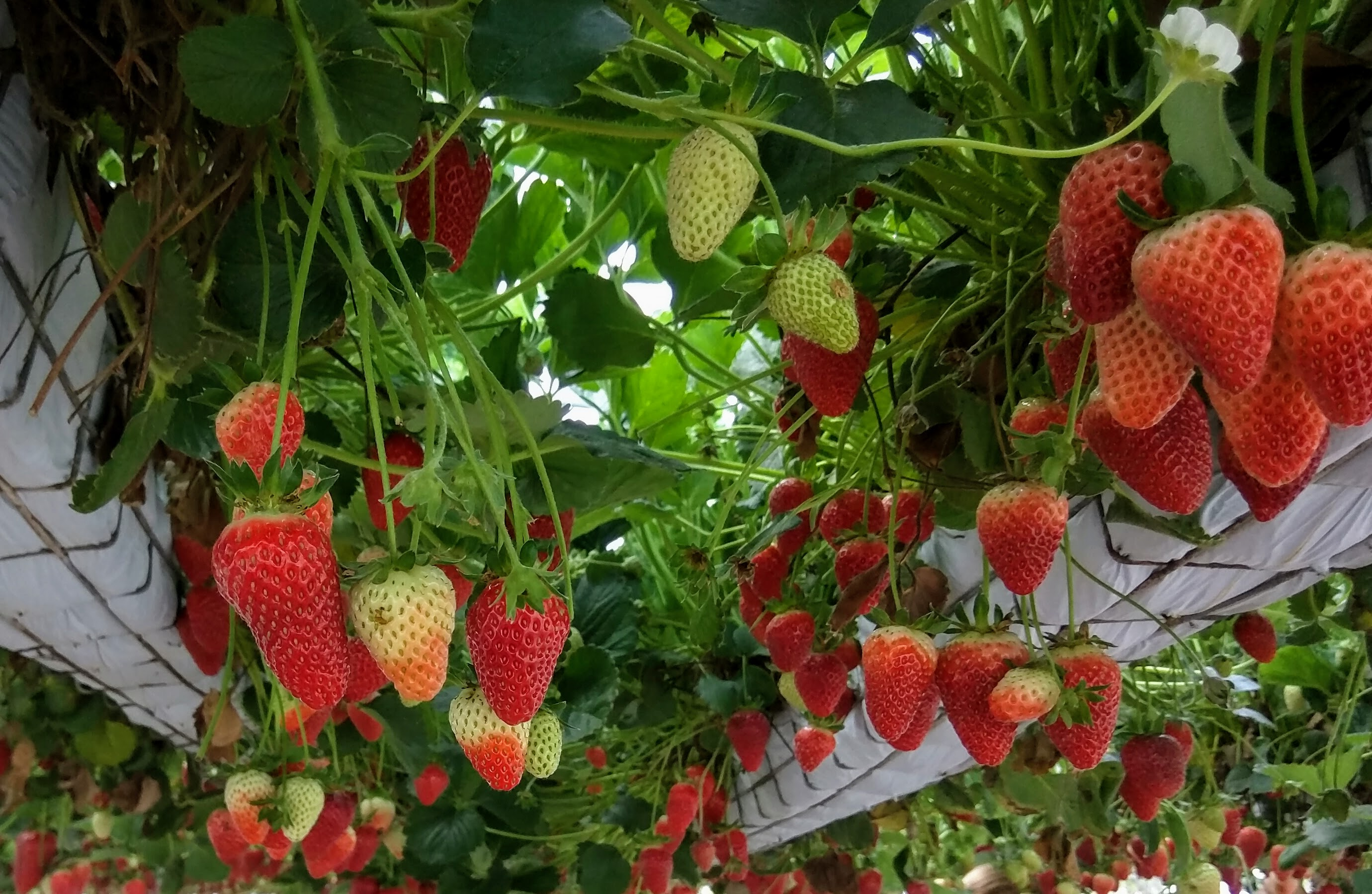
Die Sammelnussfrüchte der Garten-Erdbeere (Fragaria × ananassa) sind besonders groß

Erdbeeren sind ausdauernde krautige Pflanzen. Meist sind sie weich oder seidig behaart, mit dickem, schwach holzigem, fadenförmige Ausläufer treibendem „Wurzelstock“. Die Ausläufer bewurzeln sich und bilden neue Rosetten aus (sogenannte Blastochorie). Die wechselständigen, grundständigen, langgestielten Laubblätter sind meist dreiteilig, seltener fünfteilig gefingert. Die Nebenblätter sind an der Basis des Blattstiels angewachsen.
Erdbeeren tragen weiße, selten gelbliche Blüten, die nach dem Ende der Kälteperiode erscheinen. Sie stehen meist zu mehreren in Trugdolden an der Spitze des aufrechten, armblätterigen Schaftes. Der Blütenbecher trägt fünf grüne Kelchblätter und fünf rundliche Kronblätter. Zwischen den eigentlichen Kelchblättern stehen fünf weitere, kleinere Nebenkelchblätter (Epicalyx). Es sind viele Staubblätter vorhanden. Auf dem aufgewölbten Blütenboden sitzen zahlreiche freie Fruchtblätter.
Bei der Reife bildet der Blütenboden eine saftig fleischige Scheinbeere.
Die Früchte im biologischen Sinn sind kleine gelblich bis rötliche, einsamige Nüsschen (nach anderer Auffassung Achänen) an der Oberfläche der roten Scheinfrucht. Die Fruchtknoten bilden je ein Nüsschen aus, die durch das Wachstum der später markant roten Blütenachse während der Reifezeit auseinandergerückt werden. Tiere, die die auffällige, oft auf der namensgebenden Erde liegende Erdbeerfrucht fressen, scheiden die kleinen hartschaligen Nüsschen, die sich auf dem Fruchtfleisch befinden, wieder aus, so dass die Nüsschen – soweit sie geeignete Standortbedingungen vorfinden – keimen können (sogenannte Endochorie).
In Europa sind es Säugetiere wie Rotfuchs, Dachs, Rötelmaus und Siebenschläfer; Vögel wie Amsel, Hausrotschwanz, Rotkehlchen, Mönchsgrasmücke und Wirbellose wie Weinbergschnecke, einige Käferarten und Tausendfüßer, die von den Früchten angelockt werden. Sie sind damit an ihrer Verbreitung beteiligt. Ameisen schleppen die Früchte sogar in ihre Baue, verfüttern das Fruchtfleisch an ihre Larven und tragen anschließend die verbliebenen Nüsschen wieder weg. Die Erdbeere benutzt allerdings nicht nur die Endochorie und Blastochorie als Ausbreitungsmechanismus. Früchte, die an den Stängeln verbleiben, vertrocknen nach einiger Zeit, wobei die Nüsschen herabfallen. Diesen Mechanismus bezeichnet man als Barochorie.

## Arten

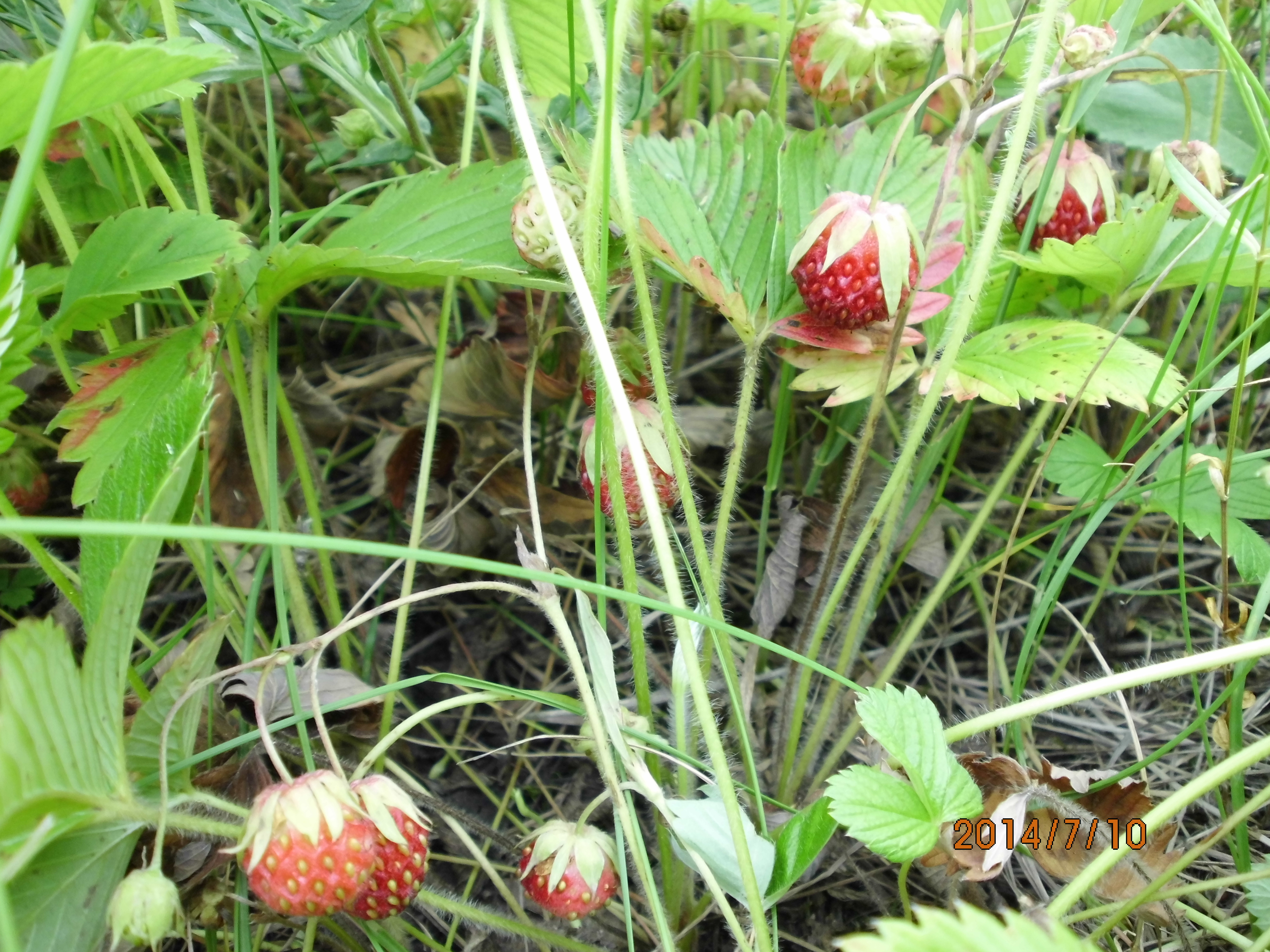
Knack-Erdbeere (Fragaria viridis)

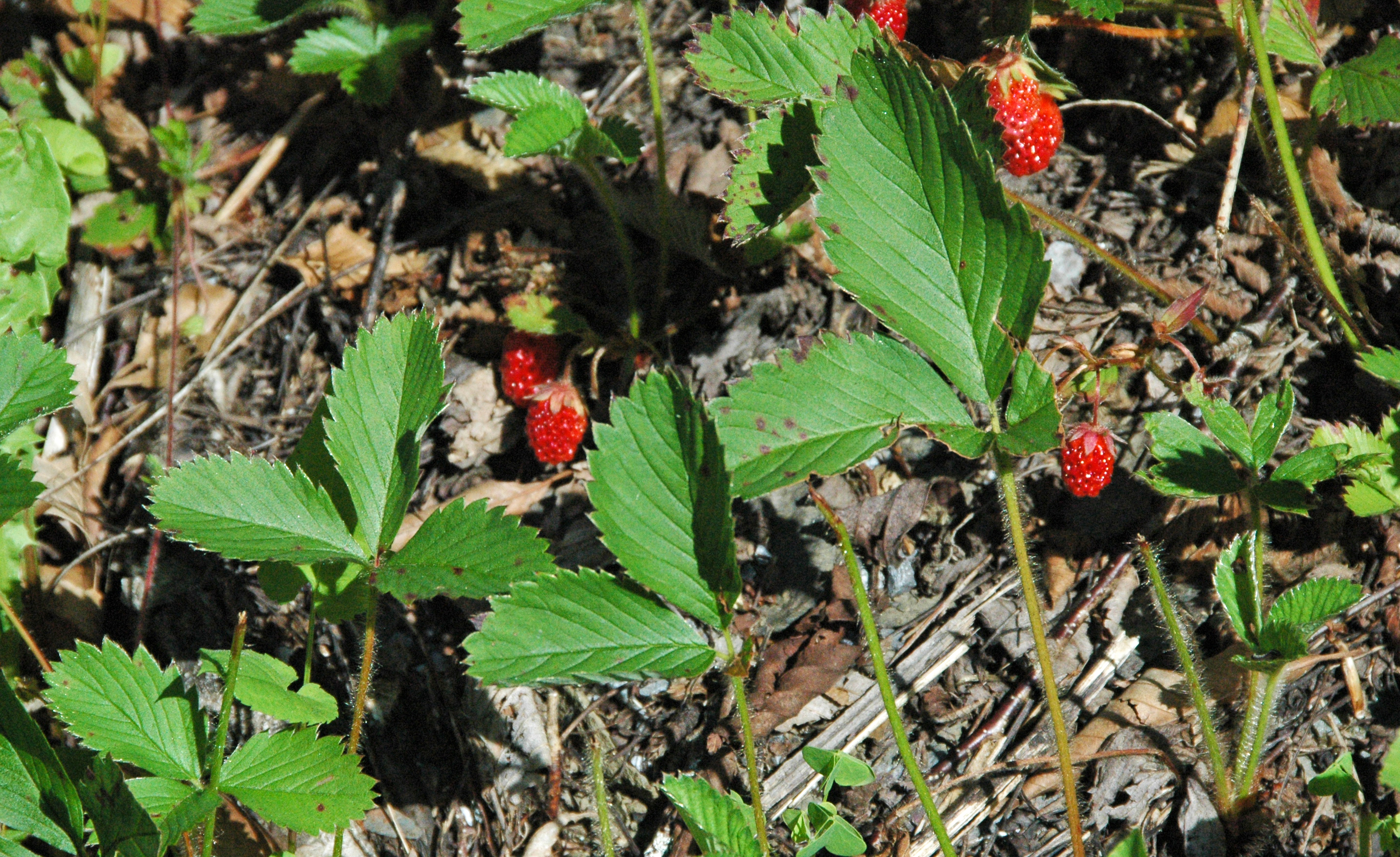
Scharlach-Erdbeere (Fragaria virginiana)

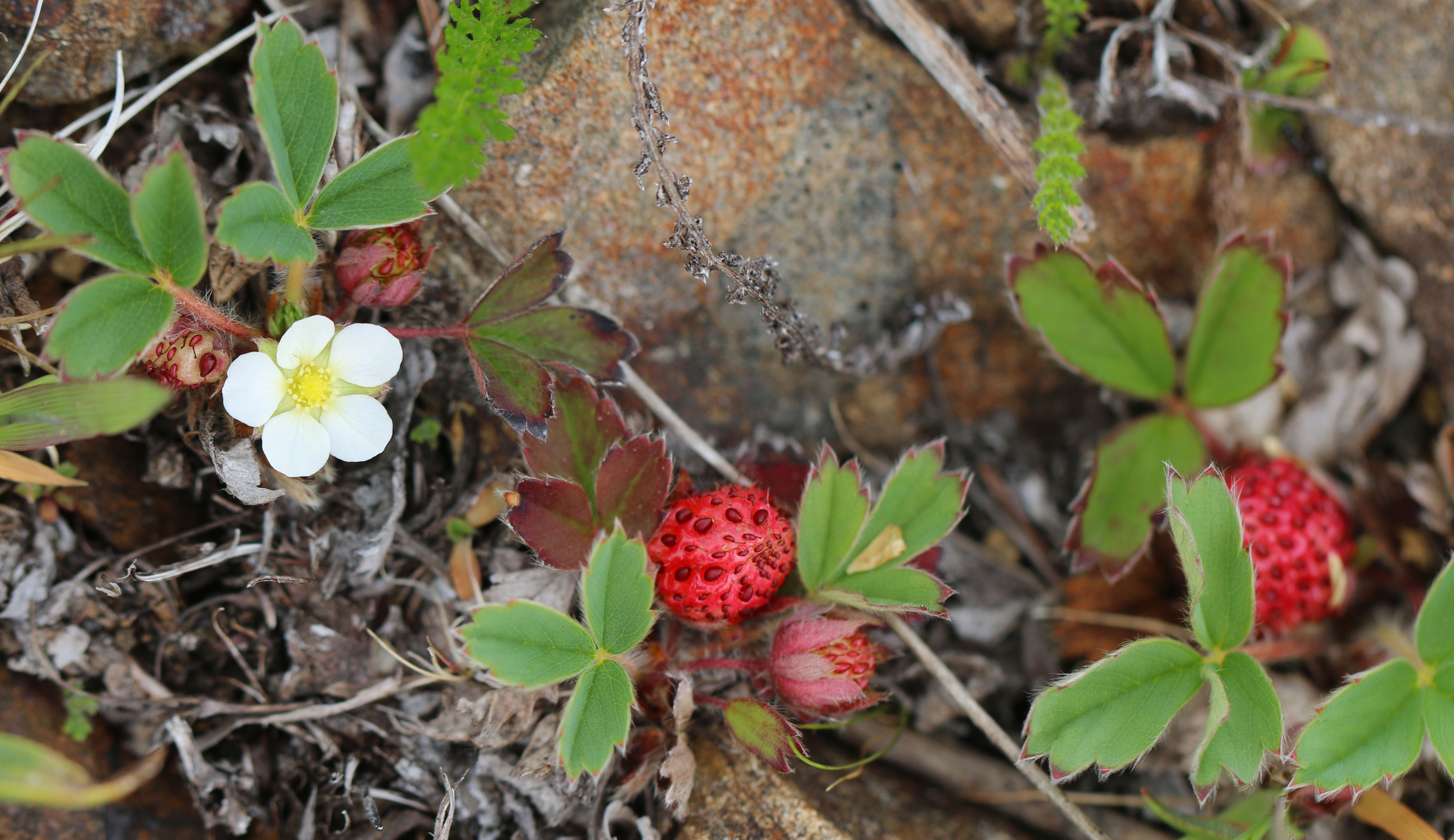
Chile-Erdbeere (Fragaria chiloensis)

Zur Gattung Fragaria gehören über 20 Arten sowie deren Hybriden. Bei allen Erdbeerpflanzen setzt sich der einfache Chromosomensatz aus sieben Chromosomen zusammen, doch bestehen Unterschiede im Grad der Polyploidie. So kommen Arten und Hybriden mit doppeltem (diploid), vierfachem (tetraploid), sechsfachem (hexaploid), achtfachem (oktoploid) und zehnfachem (dekaploid) Chromosomensatz vor, aber auch Hybriden mit ungerader Zahl an Chromosomen wie 35 in einem fünffachen Satz (pentaploid).
diploid
- Fragaria bucharica Losinsk., Westhimalaya
- Fragaria chinensis Losinsk., China
- Fragaria daltoniana J. Gay, Himalaya
- Fragaria iinumae Makino, Japan und Fernost-Russland
- Fragaria mandschurica Staudt, Nordchina
- Fragaria nilgerrensis Schltdl. ex J. Gay, Südostasien
- Fragaria nipponica Makino, Honshu und Yakushima (Japan)
- Fragaria nubicola (Hook. f.) Lindl. ex Lacaita, Himalaya
- Fragaria pentaphylla Losinsk., Nordchina
- Fragaria vesca L. oder Wald-Erdbeere, Europa, Nordasien und Nordamerika
- Fragaria viridis (Duchesne) Weston oder Knack-Erdbeere, Europa und Mittelasien
- Fragaria yezoensis Hara, siehe F. nipponica ssp. nipponica
- Fragaria × bifera Duchesne, (F. vesca × viridis)-Hybrid, Europa

tetraploid
- Fragaria corymbosa Losinsk., Fernost-Russland, China
- Fragaria gracilis Losinsk., Nordwestchina
- Fragaria moupinensis (Franch.) Cardot, Nordchina
- Fragaria orientalis Losinsk., Fernost-Russland
- Fragaria tibetica Staudt & Dickoné, China

pentaploid
- Fragaria × bringhurstii Staudt, kalifornische Pazifikküste

hexaploid
- Fragaria moschata (Duchesne) Weston oder Moschus-Erdbeere, Europa

oktoploid
- Fragaria virginiana Mill. oder Scharlach-Erdbeere, Nordamerika
- Fragaria chiloensis (L.) Duchesne oder Chile-Erdbeere, nord- und südamerikanische Pazifikküste sowie Hawaii
- Fragaria × ananassa subspecies cuneifolia, (F. chiloensis × virginiana)-Hybrid, Nordamerika
- Fragaria × ananassa (Duchesne) Decne. & Naudin oder Garten-Erdbeere, Hybrid aus Scharlach- und Chile-Erdbeere, weltweit kultiviert

dekaploid
- Fragaria iturupensis Staudt, auf der Kurilen-Insel Iturup
- Fragaria virginiana subspecies platypetala Mill., Oregon (Nordamerika)
- Fragaria × vescana Rud. Bauer & A. Bauer, Hybrid aus Garten- und Wald-Erdbeere

Nicht zur Gattung der Erdbeeren gehören einige ähnlich aussehende und nahe verwandte Arten der Fingerkräuter wie die Scheinerdbeere (Potentilla indica) und das Erdbeer-Fingerkraut (Potentilla sterilis). Die wegen ihrer Früchte so genannten Erdbeerbäume gehören dagegen zu den Heidekrautgewächsen.

## Erdbeeren in der Esskultur

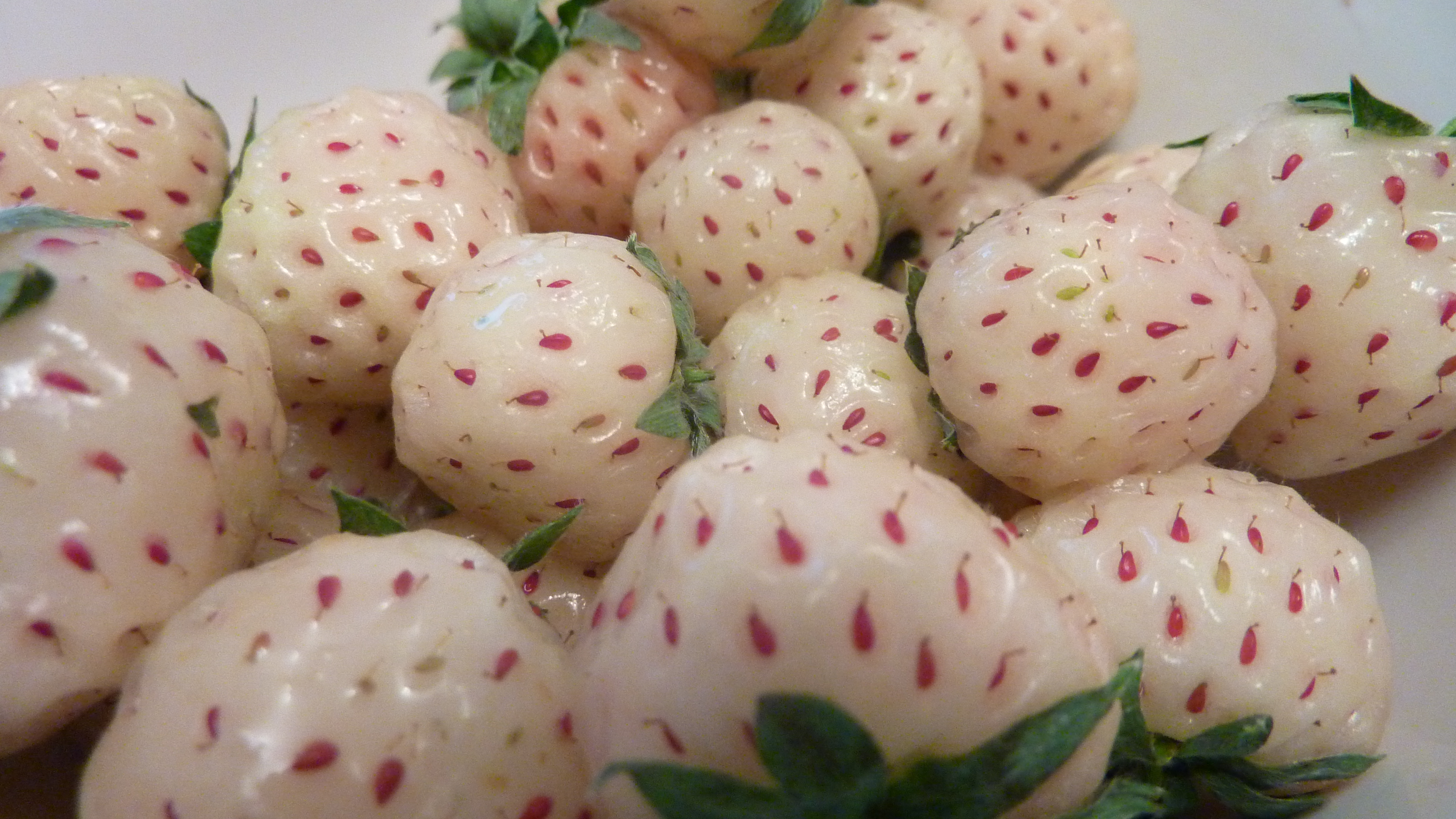
Sorte Weiße Ananas der Gartenerdbeere

Aus archäologischen Funden lässt sich schließen, dass die Erdbeere bereits in der Steinzeit bekannt war. Auf lateinisch wurde sie in Bezug auf die Wald-Erdbeere fragum (Mehrzahl: fraga) genannt. Der Pflanzenname fragaria ist seit dem 12. Jahrhundert nachweisbar. Aus dem Mittelalter sind große Flächen, auf denen kleine Walderdbeeren (Fragaria vesca) kultiviert wurden, erwiesen. Auch Methoden, Erdbeeren früher oder später heranreifen zu lassen, waren schon entwickelt. Lediglich die Größe der Frucht konnte man nicht beeinflussen. 
Erst in der Neuen Welt fanden französische Siedler entlang des Sankt-Lorenz-Stroms eine größerfruchtige wilde Art. Diese wurde im 17. Jahrhundert nach Europa als amerikanische Scharlach-Erdbeere eingeführt und zunächst vor allem in Botanischen Gärten kultiviert. Von einer Seereise nach Chile brachte der Franzose Amédée-François Frézier 1714 eine bereits von einheimischen Völkern Südamerikas kultivierte Art der Erdbeere mit, die ledrig-starre blaugrüne Blätter hatte und vor allem sehr große Früchte. Diese Chile-Erdbeeren weisen daneben die Besonderheit auf, dass sie zweihäusig sind, das heißt, es gibt rein männlich blühende Pflanzen und rein weiblich blühende.
Um 1750 entstand infolge wiederholter, zufälliger Kreuzungen der Scharlach-Erdbeere aus Nordamerika (Fragaria virginiana) mit der Chile-Erdbeere (Fragaria chiloensis) die großfruchtige Gartenerdbeere (Fragaria × ananassa). Zunächst in Nordfrankreich und Holland kultiviert, verdrängte sie bald zunehmend auch in England und Deutschland die vordem angebauten Arten und ist heute in zahlreichen Kultursorten weltweit handelsüblich. In Österreich und in Teilen des süddeutschen Raumes werden die besonders großfruchtigen Zuchtformen der Erdbeere auch kurz „Ananas“ genannt und so von der Walderdbeere unterschieden, während die eigentliche Ananas im Zuge dessen als „Hawaii-Ananas“ bezeichnet wird. So wird auch im Burgenländischen Wiesen, wo die Hauptanbaugebiete für Ostösterreich liegen, die Erdbeere als „Wiesener Ananas-Erdbeere“ unter den traditionellen Lebensmitteln geführt.
Erdbeeren gelten aufgrund ihrer Inhaltsstoffe als besonders während der Schwangerschaft geeignetes Nahrungsmittel. Verspürt eine Frau einen Heißhunger auf Erdbeeren, wird dies daher in Frankreich als Indiz für eine mögliche Schwangerschaft verstanden.

## Symbolik und Kunstgeschichte

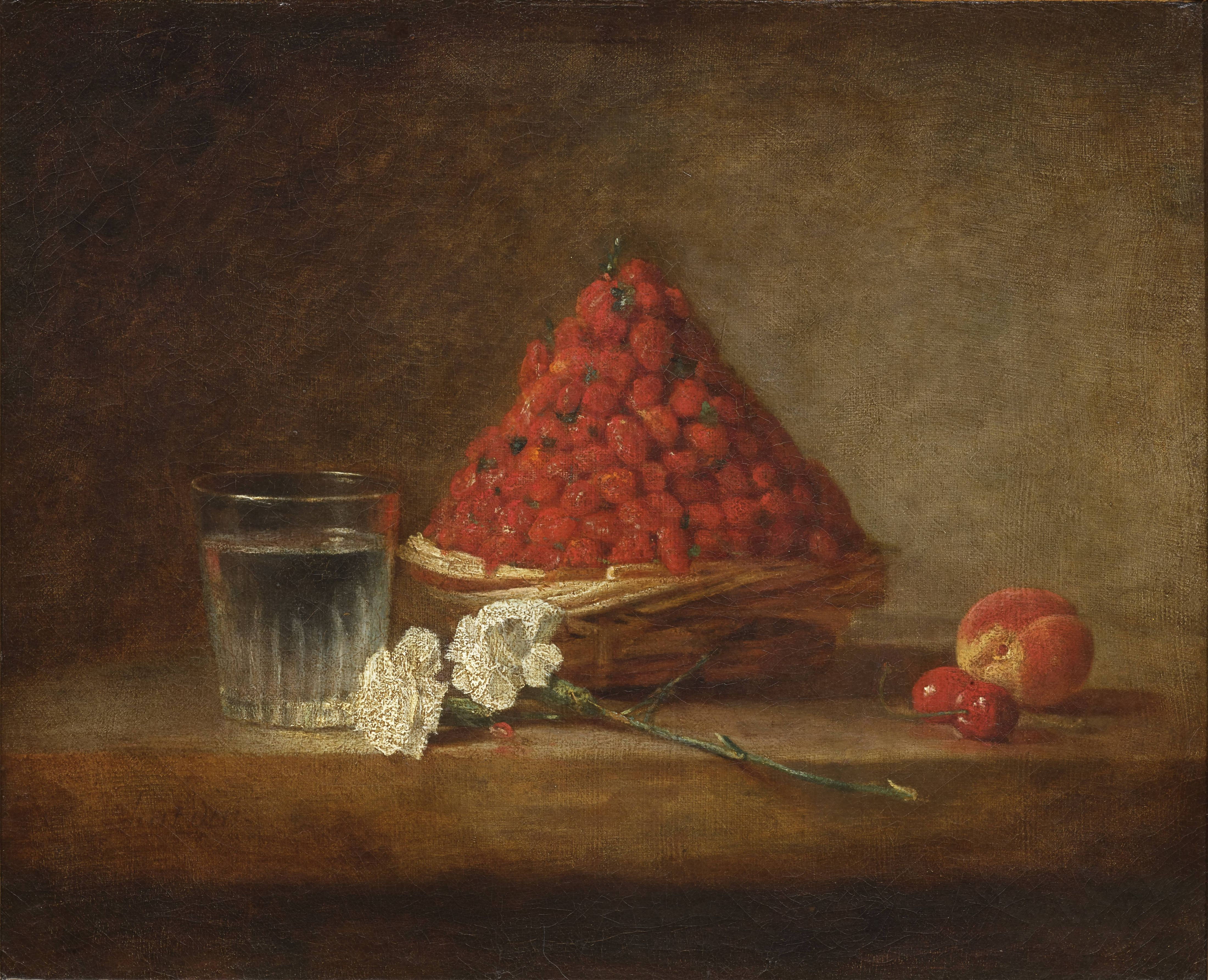
Der Erdbeerkorb (1760–61) von Jean-Baptiste Siméon Chardin

Erdbeeren sind ein häufiges Motiv in Bildender Kunst und Dichtung. Wegen ihrer roten Farbe, ihres Geschmacks und Geruchs verbanden die Römer die Früchte mit der Liebesgöttin Venus und schenkten sie als Fruchtbarkeitssymbol jungen Brautpaaren. Der römische Dichter Ovid pries die Wilderdbeere als Speise des Goldenen Zeitalters. 
Auch nach der Antike blieb die Erdbeere einerseits ein Symbol der Lust, Erotik und der Sinnenfreude. Als solches erscheint sie beispielsweise mehrfach in Hieronymus Boschs Gemälde Der Garten der Lüste.
Andererseits standen Erdbeeren in der christlichen Kunst wegen ihrer niedrigen Wuchsform auch für Demut und Bescheidenheit. Sie waren insbesondere ein Attribut Jesu und, da sie zu den Rosengewächsen gehören, auch der Jungfrau Maria. Wegen der dreiteiligen Blätter galten sie als Symbol der Dreieinigkeit, die fünf Blütenblätter standen bereits im Mittelalter für die fünf Kreuzigungswunden Christi. Der nach unten hängende, rote Fruchtkörper wurde symbolisch als das vergossene Blut Christi und anderer Märtyrer gedeutet. Die Erdbeere als Paradiespflanze in der christlichen Kunst verbindet wiederum die aus der Antike tradierte mit der genuin mittelalterlichen Symbolik. 
Der wilde Alexander, ein Minnesänger des 13. Jahrhunderts, erwähnt die Frucht im sogenannten Erdbeerlied (auch: Hie bevorn, do wir kynder waren): „Set, do liefe wir ertberen suͦchen“. Moderne Beispiele für die Verwendung der Erdbeere in der Lyrik sind Paul Zechs von Francois Villon inspirierte erotische Ballade Ich bin so wild nach deinem Erdbeermund, die durch Rezitationen Klaus Kinskis bekannt wurde, oder der Beatles-Song Strawberry Fields Forever.
Eine weitere Symbolik schuf Georg van Eyck, indem er die Erdbeere als Markenzeichen für die nach 1902 unter dem Firmennamen WECK vermarkten Einmachgläser wählte. Die Frucht, die bis dahin nur als saisonal verfügbar galt, stand nun für die Konservierung von Lebensmitteln.

## Verwendung

### Nahrungsmittel

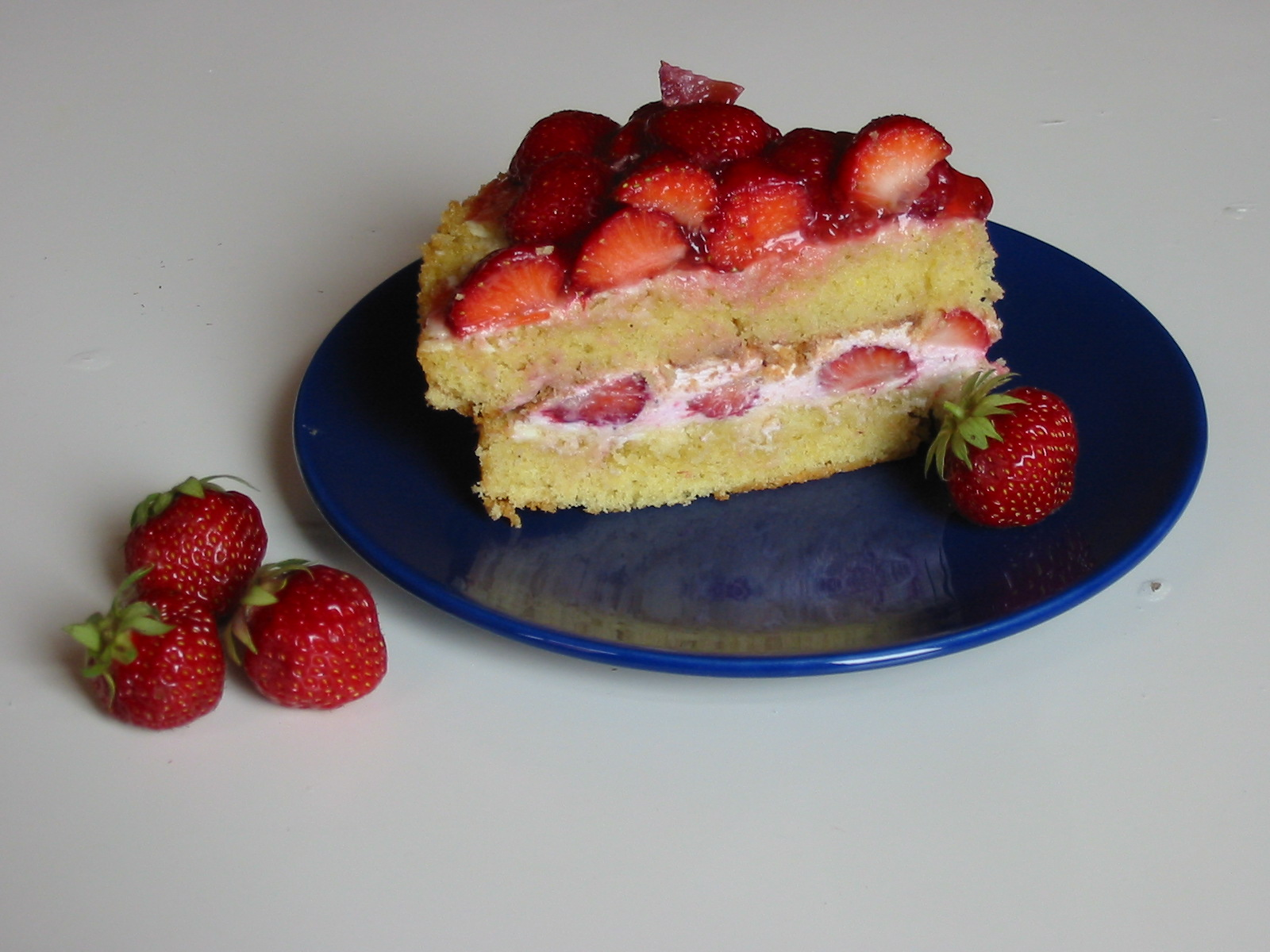
Gefüllter Erdbeerkuchen

Der fleischige Blütenboden wird als Obst genutzt. Kommerziell angebaut werden verschiedene Sorten der Gartenerdbeere. Erdbeeren zählen zu den nichtklimakterischen Früchten: Wenn sie unreif gepflückt werden, reifen sie nicht nach.
Die Haltbarkeit beträgt nur wenige Tage, darum wird ein relativ hoher Anteil direkt vermarktet. Erdbeeren sollen erst unmittelbar vor dem Verzehr gewaschen werden.
Die Früchte können roh verzehrt werden, auch als Obstsalat, ggf. gezuckert und mit einer Portion Schlagsahne, oder sie können als Tortenbelag dienen. Üblich sind auch die Herstellung von Erdbeerkonfitüre oder die Zugabe zu Eiscreme oder Fruchtjoghurt. Bekannt sind unter anderem auch die Verwendung für Bowle oder Rumtopf. Auch als Konserve oder Tiefkühlkost werden sie angeboten.

### Zierpflanze
Die Ziererdbeeren mit rosa Blüten sind Gattungshybriden aus einer Erdbeere und dem Sumpf-Blutauge (Potentilla palustris). Diese Hybriden sind dekaploid (acht Chromosomensätze von der Erdbeere und zwei vom Sumpf-Blutauge).

## Wirtschaftliche Bedeutung
| Marktversorgung mit Erdbeeren in Deutschland | 2010    | 2011    | 2012    | 2013    | 2014    | 2015    | 2016    | 2017    | 2018    |
| -------------------------------------------- | ------- | ------- | ------- | ------- | ------- | ------- | ------- | ------- | ------- |
| Ernte in Tonnen                              | 157.000 | 154.000 | 156.000 | 150.000 | 169.000 | 173.000 | 143.000 | 135.000 | 142.000 |
| Importe in Tonnen                            | 104.000 | 103.000 | 117.000 | 113.000 | 105.000 | 101.000 | 116.000 | 108.000 | 103.000 |

Quelle: Statista.com

Im Jahr 2021 wurden laut FAO weltweit 9.175.384 Tonnen Erdbeeren geerntet. Die zehn weltweit größten Produzenten ernteten 2021 zusammen 80,9 % der Gesamtmenge. Die Werte für Deutschland, Österreich und die Schweiz sind zum Vergleich angegeben.
| Rang | Land                | Menge (in t) |
| ---- | ------------------- | ------------ |
| 1    | Volksrepublik China | 3.380.478    |
| 2    | Vereinigte Staaten  | 1.211.090    |
| 3    | Türkei              | 669.195      |
| 4    | Mexiko              | 542.891      |
| 5    | Ägypten             | 470.913      |
| 6    | Spanien             | 360.570      |
| 7    | Russland            | 237.200      |
| 8    | Brasilien           | 197.000      |
| 9    | Südkorea            | 193.852      |
| 10   | Polen               | 162.900      |
| …    |                     |              |
| 13   | Deutschland         | 130.630      |
| 37   | Österreich          | 14.270       |
| 44   | Schweiz             | 8.750        |

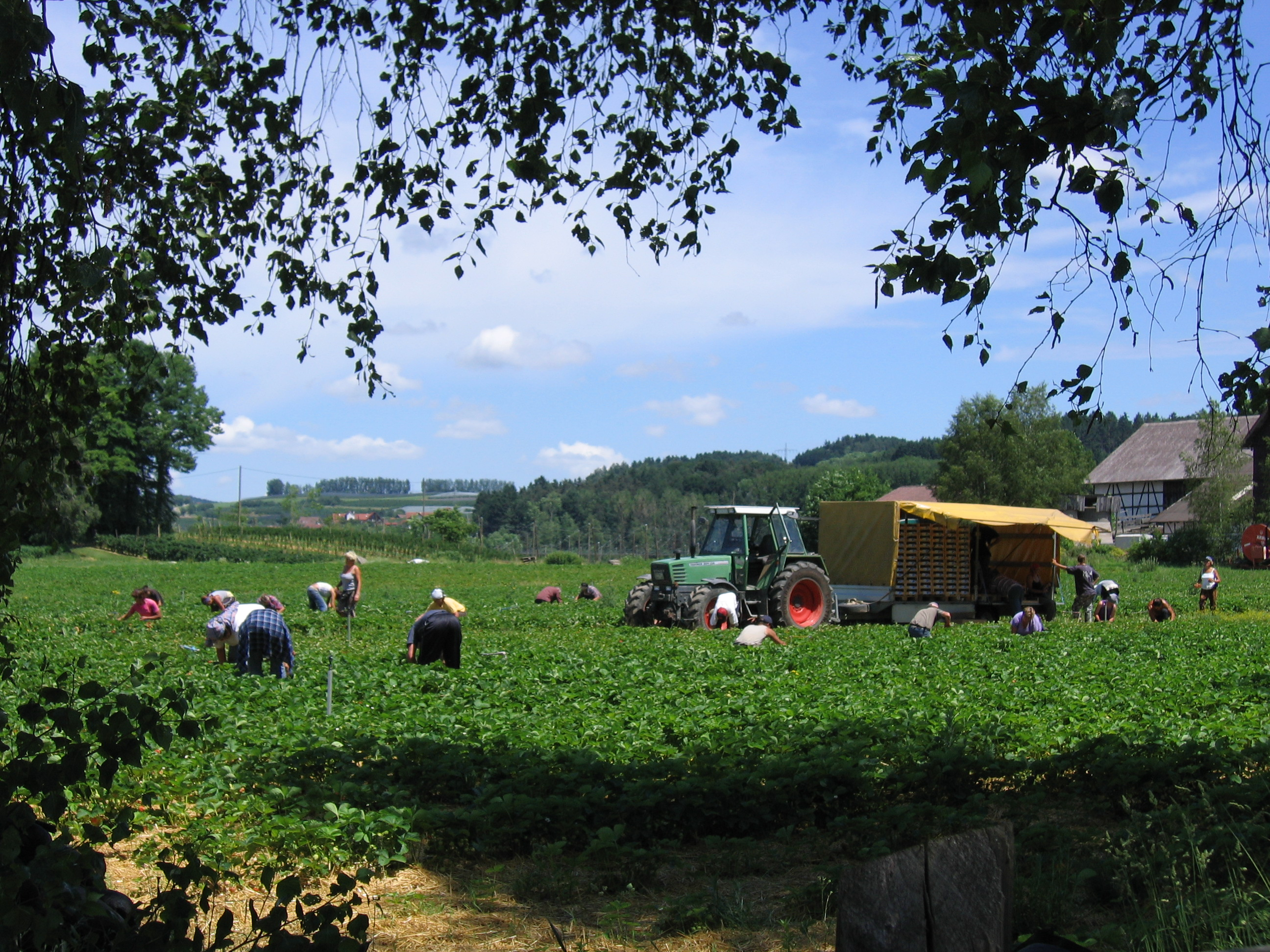
Erdbeerpflücker bei Tettnang ernten Früchte von Fragaria × ananassa

Laut Vermarktungsordnung der EU müssen Erdbeeren für den Verkauf durch Händler an Verbraucher mindestens 18 mm groß sein. Für die Kategorie „Extra“ müssen sie über 25 mm groß sein. Teilweise werden vom Handel sogar 30 mm verlangt. Dieser Umstand und die Konkurrenz aus dem Ausland führen dazu, dass jährlich in Deutschland mehrere tausend Tonnen Erdbeeren nicht geerntet werden.
Der Selbstversorgungsgrad bei Erdbeeren lag in Deutschland 2019 bei 55 % und 2018 bei knapp 61 % Im Jahr 2021 lag die Anbaufläche in der Schweiz bei 521 Hektar. Etwa 18 % der Schweizer Erdbeeren werden Hors-sol angebaut.

## Trivialnamen
Für die Erdbeeren bestehen bzw. bestanden auch die weiteren deutschsprachigen Trivialnamen: Aardbeeren (Unterweser), Aelberte, Albeere, Arbern (Fallersleben, Göttingen), Arpel (bezogen auf die Frucht Göttingen), Baschierper (Siebenbürgen), rote Besinge (Mark Brandenburg), Büschierpern (Siebenbürgen), Ebbeere (St. Gallen) Eberi (Schweiz), Ebern (Schweiz), Erbeern (Holstein), Eerbier (Mecklenburg), Elber (Aachen), Elberken, Erbel (Schwaben, Darmst. a. Eifel), Erbeer (mittelhochdeutsch), Erber (Augsburg, mittelhochdeutsch), Erbere (mittelhochdeutsch), Erbern (mittelhochdeutsch), Erbir (mittelhochdeutsch), Erbirbaum (mittelhochdeutsch), Erdbeeri (Bern), Erdberenboem (bereits 1507 erwähnt), Erdbese (mittelniederdeutsch), Erdbiere (mittelhochdeutsch), Erdebeeren (Elsass), Erpber (mittelhochdeutsch), Erpeln (Waldeck), Erper (mittelhochdeutsch), Erpern (mittelhochdeutsch), Erperstaud (mittelhochdeutsch), Erpher (mittelhochdeutsch), Erpir (mittelhochdeutsch), Erpern, Errberkraut, Erthebere (mittelhochdeutsch), Grasbiel (Iglau), Haarbeere, Ihrbär (Mecklenburg), Knickbeeren (Erzgebirge), Lastbeere, Majuse (Hessen am Vogelsberg), Preschtling (nur sing., m.) (Württemberg), Pröpstling (Österreich), Roaper (Kärnten), Ropperen, Rotber (althochdeutsch) Rotbere (althochdeutsch), Rotpir (althochdeutsch) und Rothbeere (Österreich, Bayern, Tirol, Krain).

## Erdbeersymbolik in aller Welt
Die Erdbeere war auch Attribut vieler antiker Liebesgöttinnen, etwa Frigg (Freya) oder Venus. Im Volksglauben waren Erdbeeren von daher oft Symbol der sexuellen Lust, Ausdruck von Sinnlichkeit und dadurch auch Verlockung zur „Sünde“. Eine erotische Assoziation stellt der Begriff Erdbeermund in der Ballade Ich bin so wild nach deinem Erdbeermund von Paul Zech dar.

## Sonstiges
- Laut dem Guinness-Buch der Rekorde wiegt die schwerste Erdbeere der Welt 289 Gramm (Stand: 2022).[26]
- Eine Charge tiefgekühlte Erdbeeren aus China wurde mit dem Norovirus-Ausbruch 2012 in Verbindung gebracht.[27]